# Kali Uchis/Diskografie
Diese Diskografie ist eine Übersicht über die musikalischen Werke der US-amerikanisch-kolumbianischen Sängerin Kali Uchis. Den Schallplattenauszeichnungen zufolge hat sie bisher mehr als 40,7 Millionen Tonträger verkauft. Ihre erfolgreichste Veröffentlichung ist die Single See You Again mit über 8,5 Millionen verkauften Einheiten.

## Alben

### Studioalben
| Jahr | Titel Musiklabel                                                            | Höchstplatzierung, Gesamtwochen, AuszeichnungChartplatzierungen (Jahr, Titel, Musiklabel, Platzierungen, Wochen, Auszeichnungen, Anmerkungen) | Höchstplatzierung, Gesamtwochen, AuszeichnungChartplatzierungen (Jahr, Titel, Musiklabel, Platzierungen, Wochen, Auszeichnungen, Anmerkungen) | Höchstplatzierung, Gesamtwochen, AuszeichnungChartplatzierungen (Jahr, Titel, Musiklabel, Platzierungen, Wochen, Auszeichnungen, Anmerkungen) | Höchstplatzierung, Gesamtwochen, AuszeichnungChartplatzierungen (Jahr, Titel, Musiklabel, Platzierungen, Wochen, Auszeichnungen, Anmerkungen) | Höchstplatzierung, Gesamtwochen, AuszeichnungChartplatzierungen (Jahr, Titel, Musiklabel, Platzierungen, Wochen, Auszeichnungen, Anmerkungen) | Höchstplatzierung, Gesamtwochen, AuszeichnungChartplatzierungen (Jahr, Titel, Musiklabel, Platzierungen, Wochen, Auszeichnungen, Anmerkungen) | Anmerkungen                                                 |
| Jahr | Titel Musiklabel                                                            | DE | AT | CH | UK | US | Latin | Anmerkungen                                                 |
| ---- | --------------------------------------------------------------------------- | --- | --- | --- | --- | --- | --- | ----------------------------------------------------------- |
| 2018 | Isolation Rinse FM • Virgin EMI (UMG)                                       | — | — | — | UK62 Silber · (1 Wo.)UK | US32 Platin · (5 Wo.)US | — | Erstveröffentlichung: 6. April 2018 Verkäufe: + 1.167.500   |
| 2020 | Sin miedo (del amor y otros demonios) Interscope Records • Virgin EMI (UMG) | — | — | — | — | US52 (18 Wo.)US | Latin3 (200 Wo.)Latin | Erstveröffentlichung: 18. November 2020 Verkäufe: + 460.000 |
| 2023 | Red Moon in Venus Geffen Records (UMG)                                      | — | — | CH29 (2 Wo.)CH | UK52 (1 Wo.)UK | US4 Gold · (28 Wo.)US | — | Erstveröffentlichung: 3. März 2023 Verkäufe: + 547.500      |
| 2024 | Orquídeas Geffen Records (UMG)                                              | DE47 (1 Wo.)DE | — | CH13 (2 Wo.)CH | UK99 (1 Wo.)UK | US2 (12 Wo.)US | Latin1 (64 Wo.)Latin | Erstveröffentlichung: 12. Januar 2024                       |
| 2025 | Sincerely Capitol Records (UMG)                                             | DE22 (1 Wo.)DE | AT51 (1 Wo.)AT | CH11 (1 Wo.)CH | UK53 (1 Wo.)UK | US2 (5 Wo.)US | — | Erstveröffentlichung: 9. Mai 2025 Verkäufe: + 62.000        |

### Mixtapes
| Jahr | Titel Musiklabel            | Anmerkungen                          |
| ---- | --------------------------- | ------------------------------------ |
| 2012 | Drunken Babble Selbstverlag | Erstveröffentlichung: 1. August 2012 |

### EPs
| Jahr | Titel Musiklabel                                           | Höchstplatzierung, Gesamtwochen, AuszeichnungChartplatzierungen (Jahr, Titel, Musiklabel, Platzierungen, Wochen, Auszeichnungen, Anmerkungen) | Höchstplatzierung, Gesamtwochen, AuszeichnungChartplatzierungen (Jahr, Titel, Musiklabel, Platzierungen, Wochen, Auszeichnungen, Anmerkungen) | Höchstplatzierung, Gesamtwochen, AuszeichnungChartplatzierungen (Jahr, Titel, Musiklabel, Platzierungen, Wochen, Auszeichnungen, Anmerkungen) | Höchstplatzierung, Gesamtwochen, AuszeichnungChartplatzierungen (Jahr, Titel, Musiklabel, Platzierungen, Wochen, Auszeichnungen, Anmerkungen) | Höchstplatzierung, Gesamtwochen, AuszeichnungChartplatzierungen (Jahr, Titel, Musiklabel, Platzierungen, Wochen, Auszeichnungen, Anmerkungen) | Höchstplatzierung, Gesamtwochen, AuszeichnungChartplatzierungen (Jahr, Titel, Musiklabel, Platzierungen, Wochen, Auszeichnungen, Anmerkungen) | Anmerkungen                           |
| Jahr | Titel Musiklabel                                           | DE | AT | CH | UK | US | Latin | Anmerkungen                           |
| ---- | ---------------------------------------------------------- | --- | --- | --- | --- | --- | --- | ------------------------------------- |
| 2015 | Por Vida Selbstverlag                                      | — | — | — | — | — | — | Erstveröffentlichung: 4. Februar 2015 |
| 2020 | To Feel Alive Virgin EMI / Interscope Records (UMG)        | — | — | — | — | US94 (1 Wo.)US | — | Erstveröffentlichung: 24. April 2020  |
| 2021 | Sin Miedo (Acoustic) Virgin EMI / Interscope Records (UMG) | — | — | — | — | — | — | Erstveröffentlichung: 4. Juni 2021    |

## Singles

### Als Leadmusikerin
| Jahr | Titel Album                                                   | Höchstplatzierung, Gesamtwochen, AuszeichnungChartplatzierungen (Jahr, Titel, Album, Platzierungen, Wochen, Auszeichnungen, Anmerkungen) | Höchstplatzierung, Gesamtwochen, AuszeichnungChartplatzierungen (Jahr, Titel, Album, Platzierungen, Wochen, Auszeichnungen, Anmerkungen) | Höchstplatzierung, Gesamtwochen, AuszeichnungChartplatzierungen (Jahr, Titel, Album, Platzierungen, Wochen, Auszeichnungen, Anmerkungen) | Höchstplatzierung, Gesamtwochen, AuszeichnungChartplatzierungen (Jahr, Titel, Album, Platzierungen, Wochen, Auszeichnungen, Anmerkungen) | Höchstplatzierung, Gesamtwochen, AuszeichnungChartplatzierungen (Jahr, Titel, Album, Platzierungen, Wochen, Auszeichnungen, Anmerkungen) | Höchstplatzierung, Gesamtwochen, AuszeichnungChartplatzierungen (Jahr, Titel, Album, Platzierungen, Wochen, Auszeichnungen, Anmerkungen) | Höchstplatzierung, Gesamtwochen, AuszeichnungChartplatzierungen (Jahr, Titel, Album, Platzierungen, Wochen, Auszeichnungen, Anmerkungen) | Anmerkungen |
| Jahr | Titel Album                                                   | DE | AT | CH | UK | US | Latin | R&B | Anmerkungen |
| --- | ------------------------------------------------------------- | --- | --- | --- | --- | --- | --- | --- | --- |
| 2014 | Know What I Want Por Vida                                     | — | — | — | — | — | — | — | Erstveröffentlichung: 11. November 2014                                                                                                   |
| 2015 | Lottery Por Vida                                              | — | — | — | — | — | — | — | Erstveröffentlichung: 13. Januar 2015 |
| 2015 | Loner Por Vida                                                | — | — | — | — | — | — | — | Erstveröffentlichung: 4. Februar 2015 |
| 2015 | Ridin’ Round Por Vida                                         | — | — | — | — | — | — | — | Erstveröffentlichung: 2. November 2015 |
| 2016 | Only Girl –                                                   | — | — | — | — | — | — | — | Erstveröffentlichung: 11. April 2016 feat. Steve Lacy & Vince Staples                                                                     |
| 2017 | Tyrant Isolation                                              | — | — | — | — | US— GoldUS | — | — | Erstveröffentlichung: 22. Mai 2017 Verkäufe: + 540.000; feat. Jorja Smith                                                                 |
| 2017 | Nuestro planeta Isolation                                     | — | — | — | — | — | — | — | Erstveröffentlichung: 25. August 2017 feat. Reykon                                                                                        |
| 2018 | After the Storm Isolation                                     | — | — | — | UK— GoldUK | US— ×3DreifachplatinUS | — | — | Erstveröffentlichung: 12. Januar 2018 Verkäufe: + 3.630.000; feat. Tyler, the Creator & Bootsy Collins                                    |
| 2018 | Dead to Me Isolation                                          | — | — | — | UK— SilberUK | US— ×2DoppelplatinUS | — | — | Erstveröffentlichung: 6. April 2018 Verkäufe: + 2.385.000                                                                                 |
| 2019 | Solita Sin miedo (del amor y otros demonios)                  | — | — | — | — | — | — | — | Erstveröffentlichung: 4. Dezember 2019 |
| 2020 | ¡Aquí yo mando! Sin miedo (del amor y otros demonios)         | — | — | — | — | US— PlatinUS | — | — | Erstveröffentlichung: 7. August 2020 feat. Rico Nasty                                                                                     |
| 2020 | La luz (fín) Sin miedo (del amor y otros demonios)            | — | — | — | — | — | — | — | Erstveröffentlichung: 1. Oktober 2020 feat. Jhay Cortez                                                                                   |
| 2020 | Te pongo mal (prendelo) Sin miedo (del amor y otros demonios) | — | — | — | — | — | — | — | Erstveröffentlichung: 16. November 2020 feat. Jowell & Randy                                                                              |
| 2020 | Fue mejor Sin miedo (del amor y otros demonios)               | — | — | — | — | — | Latin12 (12 Wo.)Latin | — | Erstveröffentlichung: 18. November 2020* Verkäufe: + 1.080.000; Wiederveröffentlichung: 12. Mai 2021** * feat. PartyNextDoor/ **feat. SZA |
| 2021 | Telepatía Sin miedo (del amor y otros demonios)               | DE— aDE | AT74 (2 Wo.)AT | CH36 (11 Wo.)CH | UK41 Gold · (9 Wo.)UK | US25 ×4Vierfachplatin · (25 Wo.)US | Latin1 (51 Wo.)Latin | — | Erstveröffentlichung: 26. Februar 2021 Verkäufe: + 8.450.000                                                                              |
| 2021 | Another Day In America –                                      | — | — | — | — | — | — | — | Erstveröffentlichung: 26. November 2021 mit Ozuna                                                                                         |
| 2022 | No Hay Ley –                                                  | — | — | — | — | — | — | — | Erstveröffentlichung: 2. September 2022                                                                                                   |
| 2023 | I Wish You Roses Red Moon in Venus                            | — | — | — | — | US81 Platin · (2 Wo.)US | — | R&B28 (7 Wo.)R&B | Erstveröffentlichung: 19. Januar 2023 Verkäufe: + 1.060.000                                                                               |
| 2023 | Moonlight Red Moon in Venus                                   | — | — | — | UK95 Silber · (4 Wo.)UK | US80 ×2Doppelplatin · (11 Wo.)US | — | R&B25 (20 Wo.)R&B | Erstveröffentlichung: 24. Februar 2023 Verkäufe: + 3.325.000                                                                              |
| 2023 | Muñekita Orquídeas                                            | — | — | — | — | — | Latin31 (7 Wo.)Latin | — | Erstveröffentlichung: 4. August 2023 mit El Alfa & JT                                                                                     |
| 2023 | Te mata Orquídeas                                             | — | — | — | — | — | Latin31 (1 Wo.)Latin | — | Erstveröffentlichung: 20. Oktober 2023 |
| 2023 | Labios Mordidos Orquídeas                                     | — | — | — | — | US97 (1 Wo.)US | Latin10 (14 Wo.)Latin | — | Erstveröffentlichung: 23. November 2023 Verkäufe: + 55.000; feat. Karol G                                                                 |
| 2025 | All I Can Say Sincerely                                       | — | — | — | — | — | — | R&B10 (1 Wo.)R&B | Erstveröffentlichung: 9. Mai 2025 |
| 2025 | Angels All Around Me… Sincerely                               | — | — | — | — | — | — | R&B24 (1 Wo.)R&B | Erstveröffentlichung: 9. Mai 2025 |
| 2025 | Is It a Crime –                                               | — | — | — | — | US62 (… Wo.)US | — | — | Erstveröffentlichung: 31. Juli 2025 mit Mariah the Scientist                                                                              |
| Folgende Lieder erschienen nicht als Single, wurden aber durch das Album zum Download und Streaming bereitgestellt und konnten somit eine Platzierung erlangen: |                                                               | | | | | | | | |
| |                                                               | | | | | | | | |
| 2023 | Me Tengo Que Ir Mañana será bonito (Bichota Season)           | — | — | — | — | — | Latin19 (3 Wo.)Latin | — | Charteinstieg: 26. August 2023 mit Karol G                                                                                                |
| 2024 | Igual Que Un Ángel Orquídeas                                  | — | — | — | — | US22 Platin · (10 Wo.)US | Latin1 (23 Wo.)Latin | — | Charteinstieg: 27. Januar 2024 Verkäufe: + 1.090.000; feat. Peso Pluma                                                                    |
| 2024 | Pensamientos intrusivos Orquídeas                             | — | — | — | — | — | Latin23 (2 Wo.)Latin | — | Charteinstieg: 27. Januar 2024 |
| 2024 | No hay ley parte 2 Orquídeas                                  | — | — | — | — | — | Latin24 (3 Wo.)Latin | — | Charteinstieg: 27. Januar 2024 mit Rauw Alejandro                                                                                         |
| 2024 | Como asi? Orquídeas                                           | — | — | — | — | — | Latin25 (1 Wo.)Latin | — | Charteinstieg: 27. Januar 2024 |
| 2024 | Diosa Orquídeas                                               | — | — | — | — | — | Latin30 (1 Wo.)Latin | — | Charteinstieg: 27. Januar 2024 |
| 2024 | Dame beso // Muevete Orquídeas                                | — | — | — | — | — | Latin33 (2 Wo.)Latin | — | Charteinstieg: 27. Januar 2024 |
| 2024 | Me pongo loca Orquídeas                                       | — | — | — | — | — | Latin34 (1 Wo.)Latin | — | Charteinstieg: 27. Januar 2024 |
| 2024 | Young Rich & In Love Orquídeas                                | — | — | — | — | — | Latin38 (1 Wo.)Latin | — | Charteinstieg: 27. Januar 2024 |
| 2024 | Perdiste Orquídeas                                            | — | — | — | — | — | Latin41 (1 Wo.)Latin | — | Charteinstieg: 27. Januar 2024 |
| 2024 | Tu corazon es mio... Orquídeas                                | — | — | — | — | — | Latin44 (1 Wo.)Latin | — | Charteinstieg: 27. Januar 2024 |
| 2024 | Heladito Orquídeas                                            | — | — | — | — | — | Latin50 (1 Wo.)Latin | — | Charteinstieg: 27. Januar 2024 |

### Als Gastmusikerin
| Jahr | Titel Album                          | Höchstplatzierung, Gesamtwochen, AuszeichnungChartplatzierungen (Jahr, Titel, Album, Platzierungen, Wochen, Auszeichnungen, Anmerkungen) | Höchstplatzierung, Gesamtwochen, AuszeichnungChartplatzierungen (Jahr, Titel, Album, Platzierungen, Wochen, Auszeichnungen, Anmerkungen) | Höchstplatzierung, Gesamtwochen, AuszeichnungChartplatzierungen (Jahr, Titel, Album, Platzierungen, Wochen, Auszeichnungen, Anmerkungen) | Höchstplatzierung, Gesamtwochen, AuszeichnungChartplatzierungen (Jahr, Titel, Album, Platzierungen, Wochen, Auszeichnungen, Anmerkungen) | Höchstplatzierung, Gesamtwochen, AuszeichnungChartplatzierungen (Jahr, Titel, Album, Platzierungen, Wochen, Auszeichnungen, Anmerkungen) | Höchstplatzierung, Gesamtwochen, AuszeichnungChartplatzierungen (Jahr, Titel, Album, Platzierungen, Wochen, Auszeichnungen, Anmerkungen) | Höchstplatzierung, Gesamtwochen, AuszeichnungChartplatzierungen (Jahr, Titel, Album, Platzierungen, Wochen, Auszeichnungen, Anmerkungen) | Anmerkungen |
| Jahr | Titel Album                          | DE | AT | CH | UK | US | Latin | R&B | Anmerkungen |
| --- | ------------------------------------ | --- | --- | --- | --- | --- | --- | --- | --- |
| 2016 | Get You Freudian                     | — | — | — | UK— PlatinUK | US93 ×4Vierfachplatin · (6 Wo.)US | — | — | Erstveröffentlichung: 20. Oktober 2016 Verkäufe: + 5.045.000; Daniel Caesar feat. Kali Uchis                                  |
| 2017 | El Ratico Vibras Románticas          | — | — | — | — | — | Latin45 (7 Wo.)Latin | — | Erstveröffentlichung: 21. April 2017 Juanes feat. Kali Uchis                                                                  |
| 2018 | Worth My While World Wide Funk       | — | — | — | — | — | — | — | Erstveröffentlichung: 16. Februar 2018 Bootsy Collins feat. Kali Uchis                                                        |
| 2019 | Time Free Nationals                  | — | — | — | — | US— GoldUS | — | — | Erstveröffentlichung: 12. Juni 2019 Verkäufe: + 500.000, Free Nationals feat. Mac Miller & Kali Uchis                         |
| 2020 | Are You Feeling Sad? New Me, Same Us | — | — | — | — | — | — | — | Erstveröffentlichung: 4. März 2020 Little Dragn feat. Kali Uchis                                                              |
| 2021 | Drugs n Hella Melodies Life of a Don | — | — | — | — | — | — | — | Erstveröffentlichung: 18. Juni 2021 Don Toliver feat. Kali Uchis                                                              |
| 2021 | Sad Girlz Luv Money (Remix) –        | DE64 (2 Wo.)DE | AT49 (2 Wo.)AT | CH18 (7 Wo.)CH | UK29 (12 Wo.)UK | US80 Platin · (3 Wo.)US | — | — | Erstveröffentlichung: 31. Oktober 2021 Verkäufe: + 1.005.000; Amaarae & Moliy feat. Kali Uchis                                |
| Folgende Lieder erschienen nicht als Single, wurden aber durch das Album zum Download und Streaming bereitgestellt und konnten somit eine Platzierung erlangen: |                                      | | | | | | | | |
| |                                      | | | | | | | | |
| 2023 | See You Again Flower Boy             | DE— bDE | — | CH98 (1 Wo.)CH | UK21 c ×2Doppelplatin · (8 Wo.)UK | US44 c ×6Sechsfachplatin · (20 Wo.)US | — | — | Radioauskopplung: 29. August 2017 Videoauskopplung: 8. August 2018 Verkäufe: + 8.520.000; Tyler, the Creator feat. Kali Uchis |

## Musikvideos
| Jahr | Titel                         | Regie                                      |
| ---- | ----------------------------- | ------------------------------------------ |
| 2013 | What They Say                 | Kali Uchis & Tony Katai                    |
| 2014 | Know What I Want              | Kali Uchis & Chris Black                   |
| 2015 | Rush                          | Kali Uchis & WIISSA                        |
| 2015 | Loner                         | Kali Uchis & Andy Hines                    |
| 2015 | Ridin Round                   | Kali Uchis & Felipe Holguín Caro           |
| 2016 | Only Girl                     | Kali Uchis, Cory Bailey & Valentine Street |
| 2017 | Tyrant                        | Heli                                       |
| 2017 | Nuestro Planeta               | Daniel Sannwald                            |
| 2018 | After the Storm               | Nadia Lee Cohen                            |
| 2018 | Get Up                        | Kali Uchis                                 |
| 2018 | Dead to Me (Acoustic)         | –                                          |
| 2018 | Just a Stranger               | BRTHR                                      |
| 2019 | Solita                        | Amber Grace Johnson                        |
| 2020 | i want war (BUT I NEED PEACE) | –                                          |
| 2020 | Aquí Yo Mando                 | Kali Uchis & Philippa Price                |
| 2020 | La luz (fín)                  | Kali Uchis & Lauren Dunn                   |
| 2020 | La luna enamorada             | –                                          |
| 2021 | Telepatía                     | Kali Uchis                                 |
| 2022 | No Hay Ley                    | Kali Uchis                                 |
| 2023 | I Wish You Roses              | –                                          |
| 2023 | Moonlight                     | –                                          |

## Sonderveröffentlichungen

### Gastbeiträge
- 2014: Divine (GoldLink feat. Kali Uchis)
- 2014: On Edge (Snoop Dogg feat. Kali Uchis)
- 2015: Find Your Wings (Tyler, the Creator, Roy Ayers & Syd feat. Kali Uchis)
- 2015: Yellow (Tyler, the Creator feat. Kali Uchis)
- 2015: Wave (Major Lazer feat. Kali Uchis)
- 2017: Ticker Tape (Gorillaz & Carly Simon feat. Kali Uchis)
- 2017: Caramelo Duro (Miguel feat. Kali Uchis)
- 2020: Hey Boy (Omar Apollo feat. Kali Uchis)
- 2021: Bad Life (Omar Apollo feat. Kali Uchis)

### Soundtrackbeiträge
- 2020: The Turn (Soundtrack zu Die Besessenen (2020))
- 2022: Desafinado (Soundtrack zu Minions – Auf der Suche nach dem Mini-Boss)

## Statistik

### Chartauswertung
|                     | DE    | AT    | CH    | UK    | US    | Latin       |
| ------------------- | ----- | ----- | ----- | ----- | ----- | ----------- |
| Nummer-eins-Alben   | DE—DE | AT—AT | CH—CH | UK—UK | US—US | Latin1Latin |
| Top-10-Alben        | DE—DE | AT—AT | CH—CH | UK—UK | US3US | Latin2Latin |
| Alben in den Charts | DE2DE | AT1AT | CH3CH | UK4UK | US6US | Latin2Latin |

|                       | DE    | AT    | CH    | UK    | US    | Latin        | R&B     |
| --------------------- | ----- | ----- | ----- | ----- | ----- | ------------ | ------- |
| Nummer-eins-Singles   | DE—DE | AT—AT | CH—CH | UK—UK | US—US | Latin2Latin  | R&B—R&B |
| Top-10-Singles        | DE—DE | AT—AT | CH—CH | UK—UK | US—US | Latin3Latin  | R&B1R&B |
| Singles in den Charts | DE1DE | AT2AT | CH3CH | UK3UK | US9US | Latin17Latin | R&B3R&B |

### Auszeichnungen für Musikverkäufe
| Silberne Schallplatte - Vereinigtes Königreich - 2024: für das Lied She’s My Collar Goldene Schallplatte - Australien - 2024: für das Lied 10% - Brasilien - 2024: für die Single I Wish You Roses - 2024: für das Lied Igual Que Un Ángel - 2025: für die Single Labios Mordidos - Dänemark - 2024: für die Single Get You - Frankreich - 2022: für die Single Telepatía - 2024: für die Single Moonlight - Griechenland - 2023: für das Lied See You Again - Italien - 2021: für die Single Telepatía - 2023: für das Lied See You Again - Kanada - 2023: für das Lied Melting - 2023: für die Single Tyrant - 2025: für das Album Sin miedo (del amor y otros demonios) - 2025: für das Album Red Moon in Venus - 2025: für die Single I Wish You Roses - 2025: für die Single Fue mejor - 2025: für das Lied Just a Stranger - Neuseeland - 2022: für das Album Isolation - 2025: für das Album Red Moon in Venus - Polen - 2021: für die Single Telepatía - 2024: für die Single Dead to Me - Portugal - 2022: für die Single Sad Girlz Luv Money (Remix) - 2023: für die Single Moonlight - Spanien - 2024: für das Lied See You Again - 2025: für die Single Moonlight - Vereinigte Staaten - 2024: für das Lied 10% - 2025: für das Lied Just a Stranger - 2025: für das Lied Your Teeth In My Neck - Zentralamerika - 2024: für die Single Labios Mordidos | Platin-Schallplatte - Brasilien - 2024: für die Single After the Storm - 2024: für die Single Fue mejor - 2025: für die Single Moonlight (Sped-Up Version) - Dänemark - 2023: für das Lied See You Again - Frankreich - 2024: für das Lied See You Again - Kanada - 2023: für die Single Dead to Me - Mexiko - 2023: für das Album Isolation - Neuseeland - 2023: für die Single After the Storm - Polen - 2023: für das Lied See You Again - 2024: für die Single Moonlight - Portugal - 2022: für die Single Telepatía - Schweden - 2023: für das Lied See You Again - Spanien - 2024: für die Single Telepatía - 2025: für das Lied See You Again - Zentralamerika - 2024: für die Single Moonlight - 2024: für das Lied Igual Que Un Ángel 5× Goldene Schallplatte - Mexiko - 2023: für die Single Moonlight 2× Platin-Schallplatte - Brasilien - 2024: für die Single Dead to Me - Kanada - 2022: für das Lied See You Again - 2023: für die Single Telepatía - 2025: für die Single After the Storm - 2025: für die Single Moonlight | 3× Platin-Schallplatte - Mexiko - 2023: für das Album Sin miedo (del amor y otros demonios) 4× Platin-Schallplatte - Kanada - 2022: für die Single Get You - Neuseeland - 2025: für die Single Get You 5× Platin-Schallplatte - Neuseeland - 2025: für das Lied See You Again - Portugal - 2025: für das Lied See You Again 6× Platin-Schallplatte - Australien - 2024: für das Lied See You Again Diamantene Schallplatte - Brasilien - 2024: für die Single Telepatía 2× Diamantene Schallplatte - Brasilien - 2025: für die Single Moonlight 5× Diamantene Schallplatte - Mexiko - 2023: für die Single Telepatía |

Anmerkung: Auszeichnungen in Ländern aus den Charttabellen bzw. Chartboxen sind in ebendiesen zu finden.
| Land/RegionAuszeichnungen für Musikverkäufe (Land/Region, Auszeichnungen, Verkäufe, Quellen) | Silber     | Gold       | Platin       | Diamant     | Verkäufe   | Quellen              |
| -------------------------------------------------------------------------------------------- | ---------- | ---------- | ------------ | ----------- | ---------- | -------------------- |
| Australien (ARIA)                                                                            | —          | Gold1      | 6× Platin6   | —           | 455.000    | aria.com.au          |
| Brasilien (PMB)                                                                              | —          | 3× Gold3   | 5× Platin5   | 3× Diamant3 | 740.000    | pro-musicabr.org.br  |
| Dänemark (IFPI)                                                                              | —          | Gold1      | Platin1      | —           | 135.000    | ifpi.dk              |
| Frankreich (SNEP)                                                                            | —          | 2× Gold2   | Platin1      | —           | 400.000    | snepmusique.com      |
| Griechenland (IFPI)                                                                          | —          | Gold1      | —            | —           | 10.000     | Einzelnachweise      |
| Italien (FIMI)                                                                               | —          | 2× Gold2   | —            | —           | 85.000     | fimi.it              |
| Kanada (MC)                                                                                  | —          | 7× Gold7   | 13× Platin13 | —           | 1.320.000  | musiccanada.com      |
| Mexiko (AMPROFON)                                                                            | —          | Gold1      | 6× Platin6   | 5× Diamant5 | 4.330.000  | amprofon.com.mx      |
| Neuseeland (RMNZ)                                                                            | —          | 2× Gold2   | 10× Platin10 | —           | 315.000    | radioscope.co.nz NZ2 |
| Polen (ZPAV)                                                                                 | —          | 2× Gold2   | 2× Platin2   | —           | 150.000    | olis.pl              |
| Portugal (AFP)                                                                               | —          | 2× Gold2   | 6× Platin6   | —           | 70.000     | Einzelnachweise      |
| Schweden (IFPI)                                                                              | —          | —          | Platin1      | —           | 80.000     | Einzelnachweise      |
| Spanien (Promusicae)                                                                         | —          | Gold1      | 2× Platin2   | —           | 150.000    | elportaldemusica.es  |
| Vereinigte Staaten (RIAA)                                                                    | —          | 6× Gold6   | 26× Platin26 | —           | 29.000.000 | riaa.com             |
| Vereinigtes Königreich (BPI)                                                                 | 4× Silber4 | 2× Gold2   | 3× Platin3   | —           | 3.260.000  | bpi.co.uk            |
| Zentralamerika (CFC)                                                                         | —          | Gold1      | 2× Platin2   | —           | 175.000    | cfc-musica.com       |
| Insgesamt                                                                                    | 4× Silber4 | 34× Gold34 | 84× Platin84 | 8× Diamant8 |            |                      |